# 迈卡·威尔金森
迈卡·威尔金森（英語：Micah Wilkinson，1996年2月6日—），新西兰男子帆船运动员。他曾代表新西兰参加2020年和2024年夏季奥林匹克运动会帆船比赛，其中2024年奥运会获得一枚铜牌。